# 紅脊長喙蘚
紅脊長喙蘚（学名：Rhynchostegium rubro-carinatum）为青蘚科長喙蘚屬下的一个种。

## 扩展阅读
- 維基物種上的相關：紅脊長喙蘚